# (17515) 1992 UT1
(17515) 1992 UT1 là một tiểu hành tinh vành đai chính. Nó được phát hiện bởi Atsushi Sugie ở Dynic Astronomical Observatory Nhật Bản, ngày 21 tháng 10 năm 1992.